# 142 TCN
Năm 142 TCN là một năm trong lịch Julius. 